# Менегульда

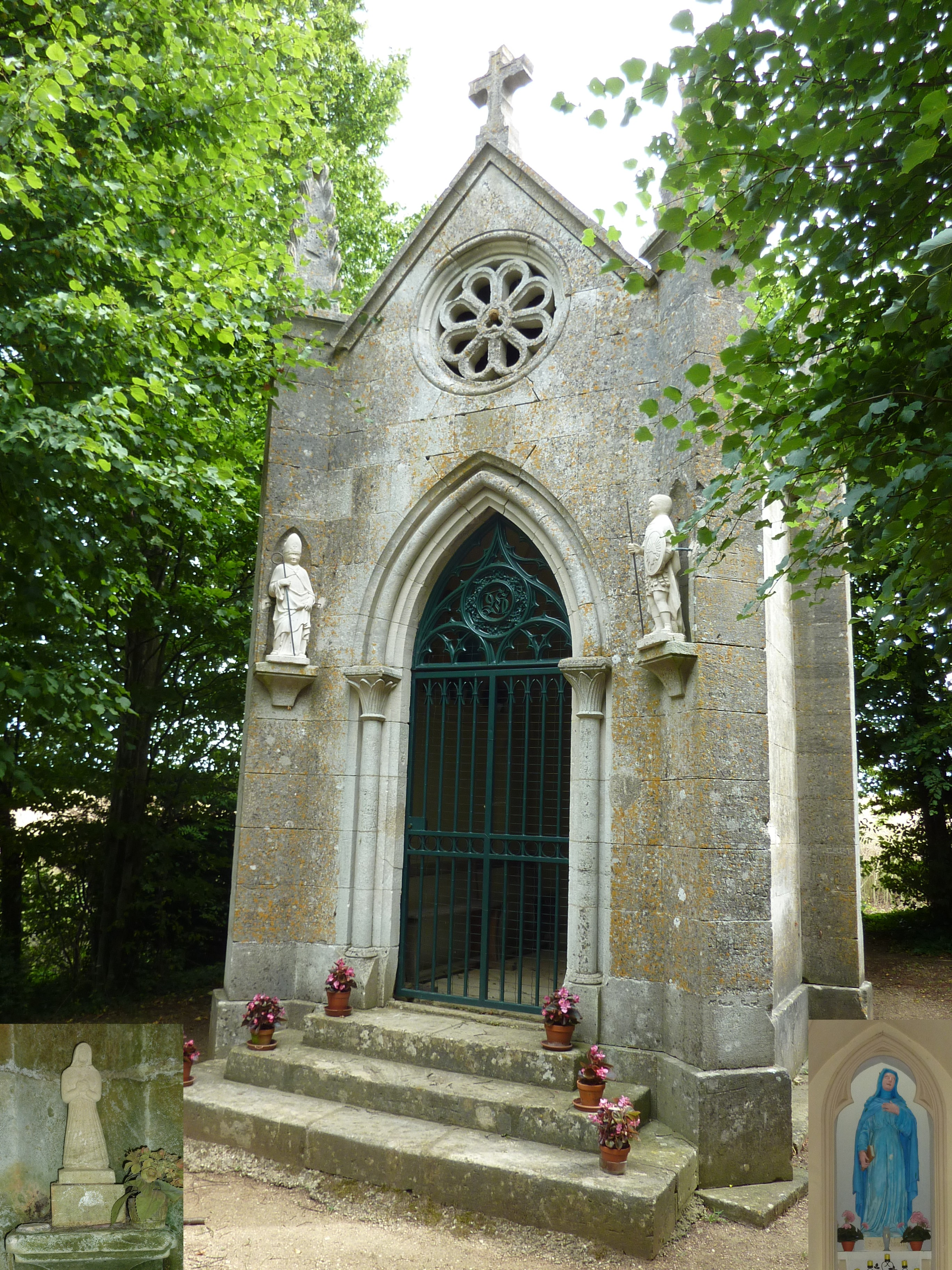
Бьенвилль: часовня, свящённая в честь святой, со статуей

Менегульда (Менегольда) — святая дева. День памяти — 14 октября.
Святая Менегульда (Ménehould, Manehould, Manechildis), или Мену родилась в Пертах, что в Шампани в благородной семье.  Из семи дочерей своих родителей, Зигмара [Сигмар] (Sigmarus, Sigmar, Sygmarus) и Линтруды (Lintrude), она была младшей. Её сестёр звали Аме [Эмма] (Amée), Гуальда [Гоильда] (Hoïlde), Линтруда (Lintrude), Пузина (Pusinne), Франкула (Francule) и Либера [Либерга] (Libaire). Воспитанные в духе христианских добродетелей священником Евгением, все сёстры хотели получить монашеский постриг. Они были пострижены в монахини святым Альпином, епископом Шалонским.
Менегульда  вместе со своим отцом поселилась на одной из своих земель в Шато-сюр-Эн (Château-sur-Aisne). В этом болотистом месте жители были поражены заразной болезнью. Менегульда возглавила лечебницу, построенную на пожертвования двух обращенных евреев. Она очень усердно ухаживала за местными жителями. В её честь Шато-сюр-Эн стали называть Сент-Мену.
Менегульда поселилась на холме Кот-а-Винь (Côte-à-Vignes) возле Невиль-о-Пон. Ей приписывают несколько чудесных исцелений. Она извела там чудесный источник, погрузи в землю свой перст.
После смерти родителей она поселилась в Бьенвилле на одной из земель своего отца (который дал по поместью каждой из своих дочерей). Там она закончила свой земной путь 14 октября 490,  или 499, или 500 года, будучи в пожилом возрасте.